# Sweet and Sour (EP)
Albums de Sistar
Touch N Move
(2014) Shake It
(2015)
Singles
1. I Swear
Sortie : 26 août 2014

Sweet and Sour est le second album spécial summer du girl group sud-coréen Sistar. Il est sorti le 26 août 2014 avec le titre promotionnel "I Swear".

## Liste des titres
| Liste des titres officielles | Liste des titres officielles                                                | Liste des titres officielles | Liste des titres officielles     | Liste des titres officielles | Liste des titres officielles | Liste des titres officielles | Liste des titres officielles | Liste des titres officielles | Liste des titres officielles |
| No                           | Titre                                                                       | Auteur                       | Producteur(s)                    | Durée                        |                              |                              |                              |                              |                              |
| ---------------------------- | --------------------------------------------------------------------------- | ---------------------------- | -------------------------------- | ---------------------------- | ---------------------------- | ---------------------------- | ---------------------------- | ---------------------------- | ---------------------------- |
| 1.                           | I Swear                                                                     | Duble Sidekick               | Duble Sidekick, Glory Face       | 3:57                         |                              |                              |                              |                              |                              |
| 2.                           | Hold On Tight                                                               | 귓방망이, Rhymer             | 귓방망이, MasterKey, O.Bros      | 3:55                         |                              |                              |                              |                              |                              |
| 3.                           | Touch My Body (Glen Check Remix)                                            | Black Eyed Victory           | Black Eyed Victory               | 4:14                         |                              |                              |                              |                              |                              |
| 4.                           | Loving U (House Rulez Remix)                                                | Duble Sidekick               | Duble Sidekick                   | 3:56                         |                              |                              |                              |                              |                              |
| 5.                           | Give It To Me (Reno Remix)                                                  | Duble Sidekick               | Duble Sidekick                   | 3:21                         |                              |                              |                              |                              |                              |
| 6.                           | Gone Not Around Any Longer (있다 없으니까; Itda Eopseunikka) (Smells Remix) | Brave Brothers               | Brave Brothers, Elephant Kingdom | 3:54                         |                              |                              |                              |                              |                              |
| 23:17                        |                                                                             |                              |                                  |                              |                              |                              |                              |                              |                              |

## Classement

### Ventes et certifications
| Classement          | Quantité      |
| ------------------- | ------------- |
| Gaon physical sales | Plus de 7 006 |